# Мусатов, Владимир Сергеевич
Владимир Сергеевич Мусатов (16 февраля 1939 года, Алексеевка, Ленинский район Целиноградской области — 22 февраля 2023 года) — мастер спорта СССР, заслуженный тренер РСФСР.

## Биография
Родился 16 февраля 1939 года в селе Алексеевка Ленинского района Целиноградской области.
В 1956 году окончил обучение в средней школе и поступил в Ленинградский институт физической культуры им. П. Ф. Лесгафта по специализации гимнастика. В 1959 году занял 1 место на Спартакиаде Ленинграда по вольной борьбе в личных соревнованиях. В 1961 году окончил институт и получил направление по работе в город Озёрск инструктором-тренером в городском спортивном комитете.
Владимир Мусатов основал в Озёрске школу дзюдо и самбо и возглавлял заведение с 1961 года по 1993 год. Становился лауреатом пятого Всероссийского конкурса международных бальных танцев и чемпионом Спартакиады Санкт-Петербурга в личных соревнованиях по вольной борьбе в 1959 году. В 1965 году стал чемпионом спартакиады РСФСР по борьбе самбо. Владимир Мусатов становился чемпионом ЦС ФИС Труд-2 по классической вольной борьбе. С 1965 по 1981 год был главой сборных команд по борьбе самбо и дзюдо. В 1971 году был одним из тренеров, которые принимали участие в подготовке сборных команд СССР по дзюдо. Готовил команды накануне чемпионатов Европы в 1971 и 1972 году. Также был занят в подготовке спортсменов к XX Олимпийским играм в 1972 году.
Ученики: серебряный призер Олимпийских Игр 1976 года, многократный чемпион СССР, мира и Европы Валерий Двойников, Валентин Попов, В. М. Тимшин, В. Чураков, В. Аверин, А. Комаров, В. Долгих.
Владимир Мусатов писал рассказы, очерки, помогал бездомным животным города Озёрска.
Умер 22 февраля 2023 года после продолжительной болезни.